# Aswejasee

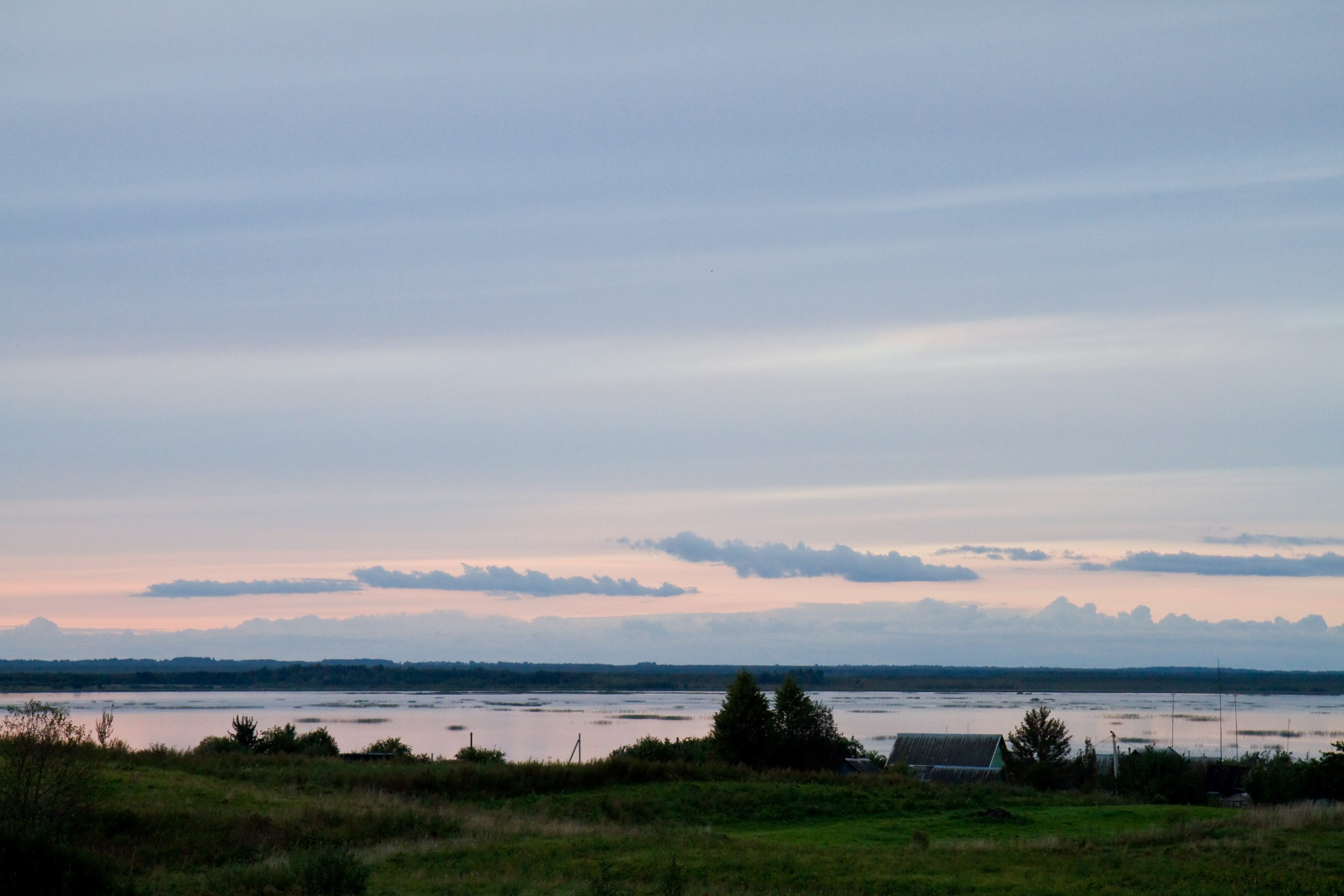
Diese Ansicht des Aswejasees im Abendlicht des Spätsommers 2010 zeigt den starken Wasserpflanzenbewuchs in den flachen Seebereichen

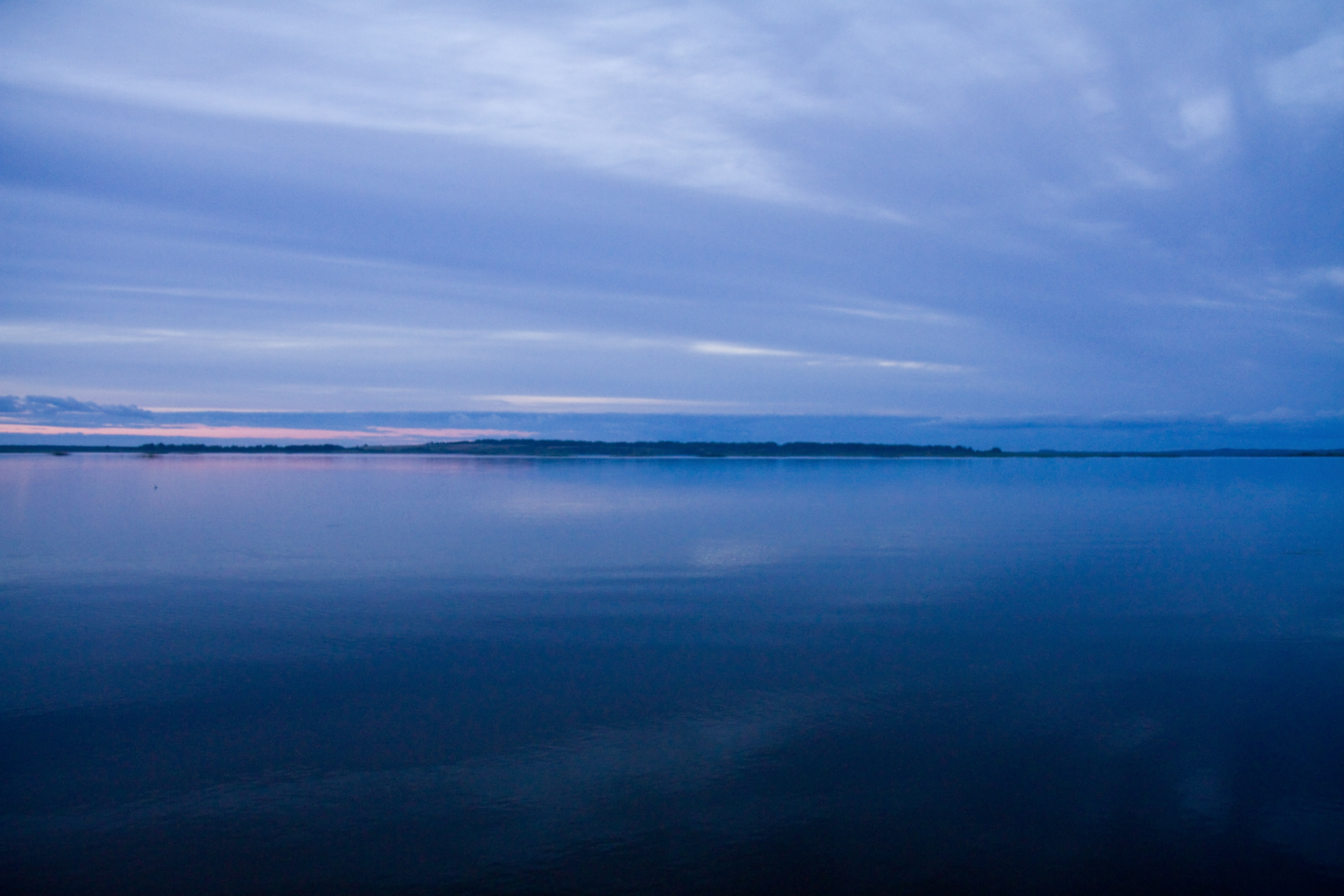
Blick über offene Wasserfläche in Richtung Norden

Der Aswejasee („See von Asweja“, belarussisch Асвейскае возера oder Асьвейскае возера; russisch озеро Осве́я oder Осве́йское озеро; lettisch Asveja) im äußersten Norden von Belarus ist mit einer Fläche von 52,8 km², einer Länge von 11,4 km und einer Breite von 7,8 km nach dem Naratsch der zweitgrößte See des Landes. Er liegt im Rajon Werchnjadswinsk der Wizebskaja Woblasz im Entwässerungsgebiet der Drissa.
Bis auf Bereiche mit einer Wassertiefe von mehr als 3 Metern ist der eutrophe Flachwassersee fast vollständig mit Wasserpflanzen überwuchert. Im Norden und Nordosten wird er von einem 350 bis 400 m breiten Schilfgürtel gesäumt, der gute Brutbedingungen für Vögel bietet. Im See gibt es eine 5 km² große driftende Insel, die sich gegenwärtig im Westen befindet und die durch ihr flächenmäßiges Wachstum die Wasserfläche stetig verringert. Sie ist nicht auf allen Karten eingezeichnet. Die von Menschen unbewohnte und als Schutzgebiet ausgezeichnete Insel ist größtenteils in festem, betretbaren Zustand. Wölfe und Elche, die sie über eine flache Furt erreichen, finden in ihrem dichten Pflanzenbewuchs Zuflucht vor Jägern. Zu Zeiten der Sowjetunion befand sich auf ihr eine der erfolgreichsten Kolchosen des Kreises Asweja.
Für Wasserzufluss sorgen mehr als 15 Bäche und der Fluss Vydrinka, der Abfluss erfolgt über den Degtyarovka-Kanal. In den letzten Jahren hat der See wegen eines sinkenden Wasserspiegels seine Funktion als Lebensraum für Fische und Nistvögel immer stärker eingebüßt. Ursache für den Wasserverlust ist neben einem Wasserkraftwerk am Degtyarovka-Kanal möglicherweise auch der in Seenähe betriebene Torfabbau.